# しいたけ皮膚炎

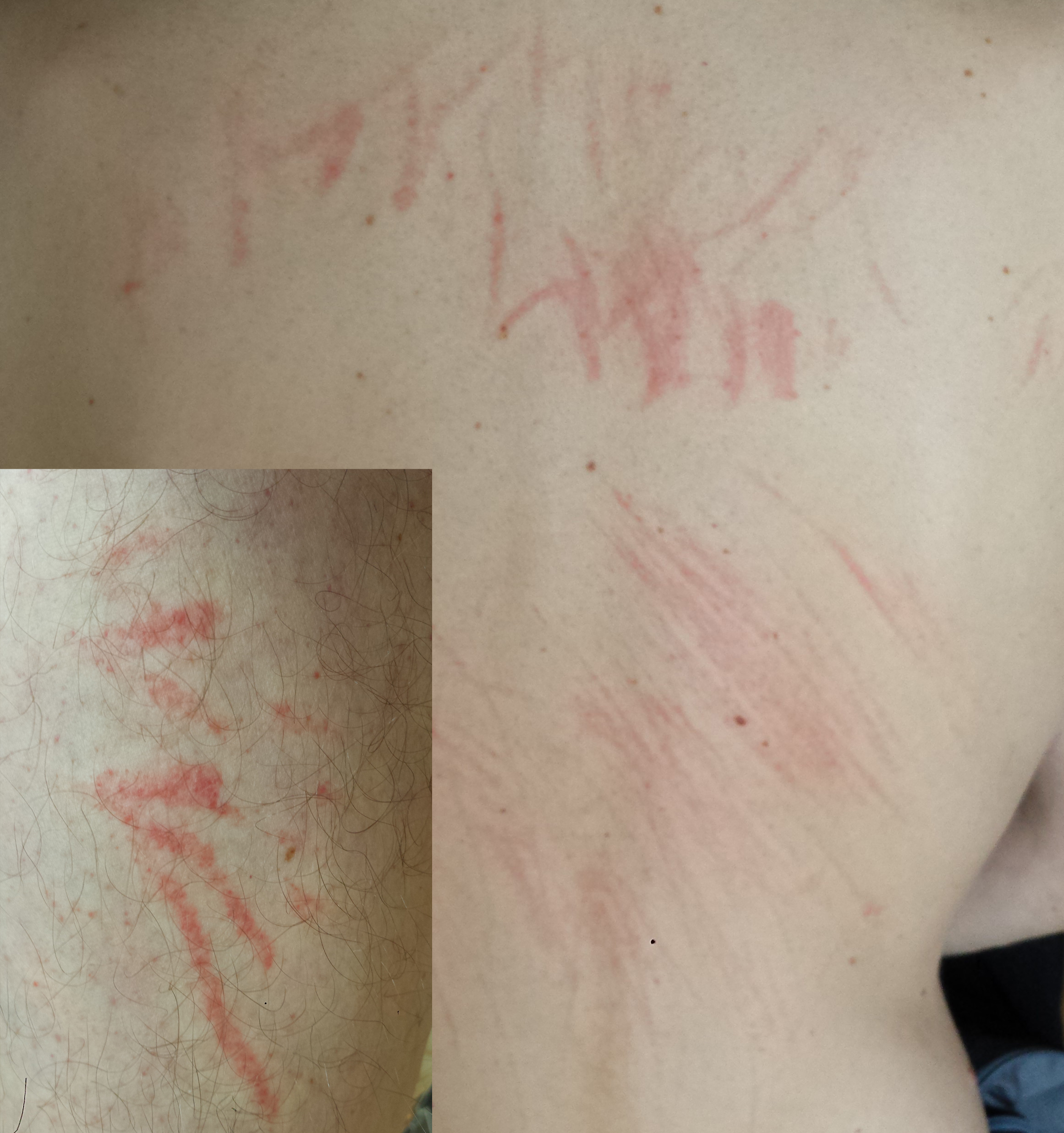

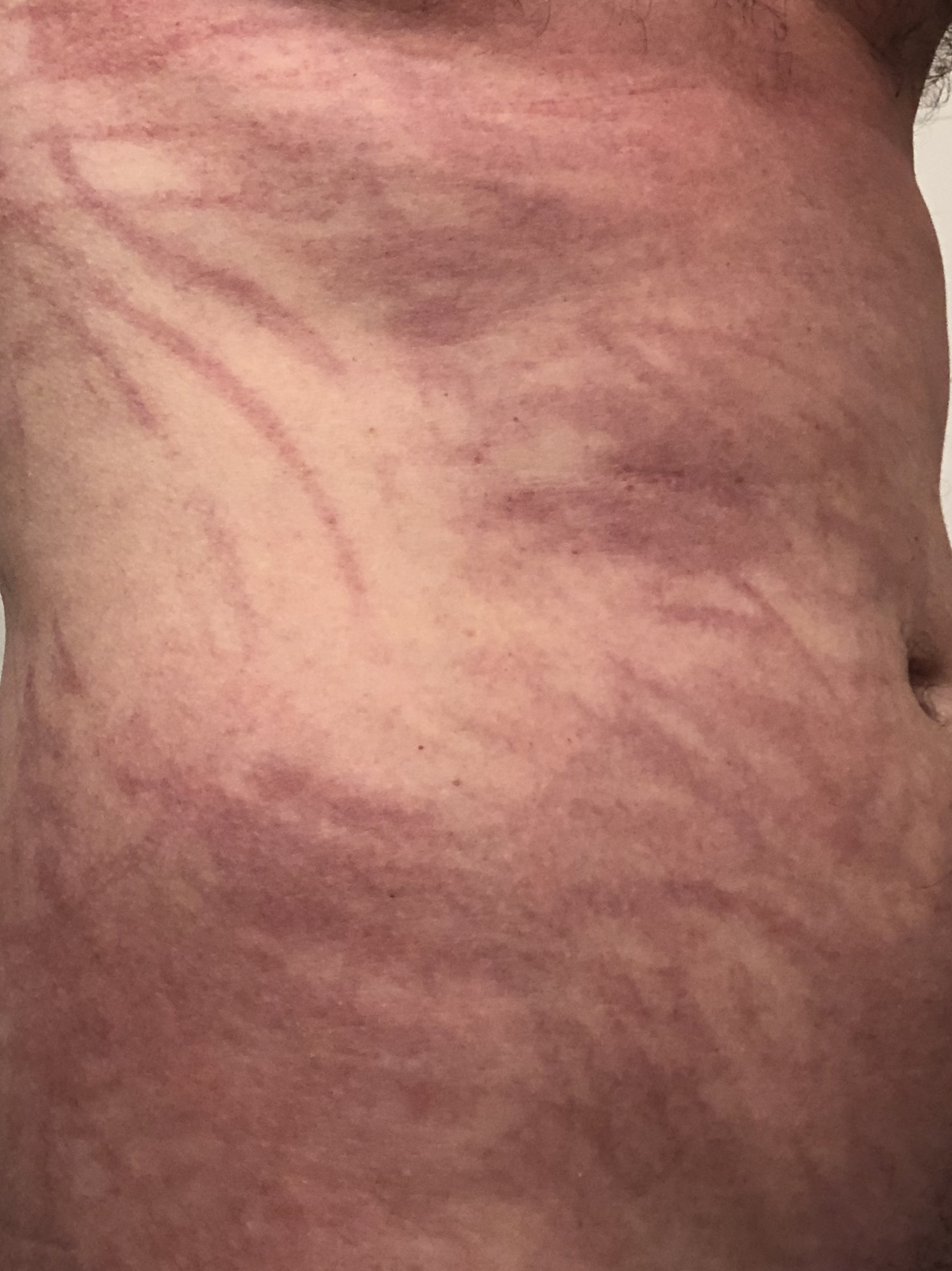

しいたけ皮膚炎（しいたけひふえん）は、シイタケを食べた後に境界明瞭で掻爬跡に一致した線状紅斑が出現するアレルギー性の皮膚疾患である。生あるいは加熱不充分なシイタケが原因となることが多いものの、充分な加熱を行ったシイタケでも発症することがある。

## 概要
本皮膚炎は、中村雄彦（たけひこ）が1977年、日本皮膚科学会新潟地方会で10例を発表したのが世界初の報告である。生シイタケや加熱不完全なシイタケを食べてから数時間から数日後に、全身掻痒感が出現し、掻破痕に一致した線状紅斑が出現する。掻爬に伴うため、線状紅斑は体幹前面・上肢および背部の手の届く範囲（上背部と腰部）に限局する。本疾患以外にはブレオマイシン/ペプレオマイシンによる薬疹、皮膚筋炎、成人スティル病、サイトメガロウイルス感染症で観察される。膨疹の出現はみられないため蕁麻疹とは異なる。消化器症状や神経症状はみられず、発熱も生じない。乾燥シイタケを食べた後の発生も報告されている。広義の意味では食中毒の1種でもある。

## 原因
原因はなお確定的でないが、最近ハラタケ科の茸のアガリクスに含まれるチロシンの影響で5-S-システイニルドーパ（5-S-CD）が上昇したとの報告がある。チロシン、チロシナーゼを有するシイタケのシイタケ皮膚炎でも5-S-CDが上昇するといわれており、シイタケ皮膚炎の原因物質としてチロシンも現在検索中である。

## 鑑別診断
鑑別診断は抗腫瘍剤の投与歴がなにより大切であるが、ブレオマイシンの皮疹と比較すると、シイタケ皮膚炎は孤立性播種状紅斑あるいは集簇性紅斑である点が異なる。皮膚筋炎、成人スティル病、サイトメガロウイルス感染症とは、全身症状の有無で容易に鑑別できる。

## 治療
内服薬としては、抗ヒスタミン薬、トラネキサム酸などの皮膚アレルギー反応や消炎効果のある薬剤や、L-システインなどのアレルギー反応を抑える効果のある薬剤を、外用薬はステロイド軟膏を使用する。